# Deutzia uniflora
Deutzia uniflora là một loài thực vật có hoa trong họ Tú cầu. Loài này được Shirai mô tả khoa học đầu tiên năm 1898.